# Средњошколски центар „Гемит-Апеирон” (Бања Лука)
Средњошколски центар „Гемит-Апеирон” приватна је средњошколска установа која се налази у бањалучком насељу Обилићево, у Републици Српској, БиХ.

## Средње школе
Средњошколски центар „Гемит-Апеирон” је јединствена приватна средњошколска установа основана 2008. године која обједињује три средње школе у једну васпитно-образовну цјелину и то:
- Гимназија (општи, рачунарско-информатички смјер и спортски смјер)
- Економска школа (економски техничар и пословно-правни техничар )
- Медицинска школа (медицински, зубно-стоматолошки, физиотерапеутски и фармацеутски техничар)[1]

## Опис
Школа је опремљена најсавременијом едукативном опремом и училима, аудио-визуелном и телекомуникативном опремом. Обезбјеђен је довољан број учионица, лабораторија и савремено опремљених кабинета за: информатику, физику, анатомију, физиотерапију, здравствену његу, стоматологију, протетику и хемију.

## Запослени и ученици
Средњошколски центар „Гемит-Апеирон” је у школској 2016/17. уписао девету генерацију ученика. У школи је запослено 50 радника, од којих 46 ради у наставном процесу. Наставни кадар чине 3 доктора наука, 8 доктора медицине, стоматологије и фармације, 6 магистара и стручно наставно особље. Школу тренутно похађа 326 ученика распоређених у 16 одјељења и 110 полазника програма образовања одраслих.